# István Soós
István Soós – węgierski zapaśnik walczący w stylu klasycznym.
Zajął czwarte miejsce w Pucharze Świata w 1982 roku.